# Buenavista (kommun), Quindío
Buenavista är en kommun i Colombia.   Den ligger i departementet Quindío, i den centrala delen av landet, 190 km väster om huvudstaden Bogotá. Antalet invånare är 3 086.